# Henry Notaker
Henry Notaker é um jornalista nascido na Noruega. Trabalhou nas áreas de cultura e política externa. Foi correspondente no Leste Europeu e na Espanha por muitos anos. Publicou diversos livros técnicos e didáticos, muitos deles sobre os aspectos culturais e históricos da culinária escandinava. Entre outros, Religionsboka ("O livro das religiões") (1989), junto com Jostein Gaarder e Victor Hellern.